# 한산초등학교 염호분교
한산초등학교 영호분교는 경상남도 통영시 한산면 염호리 465에 있었던 분교이다.

## 연혁
- 1960년 9월 12일 설립인가
- 1961년 4월 25일 여차국민학교로 개교
- 1978년 3월 1일 염호국민학교 명칭 변경
- 1989년 3월 1일 한산국민학교 염호분교
- 1996년 3월 1일 한산초등학교 염호분교
- 2001년 3월 1일 폐교